# Ovays Azizi
Ovays Azizi (* 29. Januar 1992 in Herat, Afghanistan) ist ein afghanischer Fußballspieler.

## Karriere

### Vereinskarriere
Azizi, der in der afghanischen Stadt Herat geboren und in Kopenhagen aufgewachsen ist, begann seine Karriere in der Jugend von AB Gladsaxe, bevor er im März 2010 zu Allerød FK wechselte. Bereits vier Monate später wechselte er in die dritte dänische Liga zu IF Skjold Birkerød. Von dort wurde er in den folgenden Spielzeiten drei Mal innerhalb Schwedens verliehen und 2018 fest an Kastrup BK abgegeben. Dann folgte 2019 der Maziya S&RC auf den Malediven, mit denen er nationaler Meister wurde. Seit Anfang 2020 ist Azizi wieder in Schweden aktiv, aktuell steht er beim Zweitligisten Hillerød Fodbold unter Vertrag.

### Nationalmannschaft
Erstmals für die afghanische Nationalmannschaft spielte Azizi im Spiel gegen Thailand am 3. September 2015 (0:2). Seitdem konnte er sich als Stammtorwart durchsetzen und kam in allen folgenden Spielen zum Einsatz.
Er wurde für die in Indien ausgetragene Südasienmeisterschaft 2015 nominiert, wo Afghanistan am Ende den zweiten Platz belegte, nachdem man im Finale gegen Indien (1:2 n. V.) verlor.

## Erfolge
- Maledivischer Meister: 2019/20